# Theridiosoma picteti
Theridiosoma picteti är en spindelart som beskrevs av Simon 1893. Theridiosoma picteti ingår i släktet Theridiosoma och familjen strålspindlar. Inga underarter finns listade i Catalogue of Life.